# 2000 في هولندا
هذه المقالة تسرد بعض الأحداث التي حدثت في هولندا في 2000.

## حالي
- ملك: بياتريكس ملكة هولندا
- رئيس الوزراء: فيم كوك